# Skällåsasjön
Skällåsasjön är en sjö i Halmstads kommun i Halland och ingår i Fylleåns huvudavrinningsområde. Sjön är 14,5 meter djup, har en yta på 0,0704 kvadratkilometer och befinner sig 81,5 meter över havet.

## Delavrinningsområde
Skällåsasjön ingår i det delavrinningsområde (628972-133583) som SMHI kallar för Utloppet av Skällåsasjön. Medelhöjden är 97 meter över havet och ytan är 0,69 kvadratkilometer. Det finns inga avrinningsområden uppströms utan avrinningsområdet är högsta punkten. Vattendraget som avvattnar avrinningsområdet har biflödesordning 2, vilket innebär att vattnet flödar genom totalt 2 vattendrag innan det når havet efter 25 kilometer. Avrinningsområdet består mestadels av skog (83 %). Avrinningsområdet har 0,07 kvadratkilometer vattenytor vilket ger det en sjöprocent på 10,3 %.